# NGC 893
NGC 893 is een spiraalvormig sterrenstelsel in het sterrenbeeld Phoenix. Het hemelobject werd op 23 oktober 1835 ontdekt door de Britse astronoom John Herschel.

## Synoniemen
- PGC 8888
- ESO 298-29
- MCG -7-5-17
- AM 0217-413
- IRAS02179-4137